# Collège Alpin International Beau Soleil
Das Collège Alpin International Beau Soleil (ehemals: Institution Beau Soleil) ist eine 1910 gegründete internationale Schule in Villars-sur-Ollon im Kanton Waadt in der Schweiz.

## Curriculum
Unterrichtet werden in englischer und französischer Sprache weibliche und männliche Kinder und Jugendliche in den Klassen 6 bis 12, die dort im Internat leben. Es sind verschiedene internationale Abschlüsse möglich, die etwa dem deutschen Abitur oder der österreichischen Matura entsprechen.

## Gebühren
Die Schulgebühren wurden für das Jahr 2021 mit 98'500 Schweizer Franken jährlich angegeben.

## Sport
Die Schule bietet unter anderem Fussball, Basketball, Volleyball, Badminton, Reitsport, Tennis, Golf, Segeln und Rugby an.

## Ehemalige Schüler
- Félix von Luxemburg, Prinz von Nassau und Bourbon-Parma, Prinz von Luxemburg
- Guillaume von Luxemburg, Erbgrossherzog von Luxemburg
- Marie Cavallier, Prinzessin von Dänemark
- Jacques Villeneuve, kanadischer Automobilrennfahrer
- Charlotte Gainsbourg, französische Schauspielerin
- Jean-Daniel Dätwyler, Schweizer Skirennfahrer